# Viesīte
Viesīte är en by i den västra delen av Jēkabpils distriktet, Lettland.
Viesīte ligger i en knutpunkt mellan två viktiga vägar, Jēkabpils-Nereta och Akniste-Riga. Det är 130 km till Riga och 31 km till gränsen.
Byn bildades 1890 i ett område mestadels skog och sumpmarker. Efter att den smalspåriga järnvägen kom till byn 1941 började stan att utvecklas i snabb takt.
År 1969 fanns det 3 200 personer i byn. Befolkningen har dock minskat till 2 950 personer år 2008.